# Loch Achray
Loch Achray – małe, słodkowodne jezioro w Szkocji, 11 km na zachód od Callander w hrabstwie Stirling.
Jezioro leży pomiędzy Loch Katrine a Loch Venachar w samym sercu Trossachs. Jego średnia głębokość wynosi 11 metrów. Południowy brzeg jeziora jest zalesiony. Na północy rozciągają się góry, łącznie z majestatycznymi graniami Ben Venue.
Loch Achray jest popularne wśród wędkarzy łowiących pstrągi.